# Viola Amherd
Viola Amherd, née le 7 juin 1962 à Brigue (originaire du même lieu, de Zwischbergen et de Naters), est une personnalité politique suisse, membre du Centre.
Députée du canton du Valais au Conseil national à partir de mai 2005, elle est conseillère fédérale entre le 1er janvier 2019 et le 31 mars 2025, à la tête du Département fédéral de la défense, de la protection de la population et des sports (DDPS). Elle est présidente de la Confédération en 2024.

## Biographie
Viola Patricia Amherd naît le 7 juin 1962 à Brigue, en Valais. Elle est originaire du même lieu et de deux autres communes valaisannes, Zwischbergen et Naters.  
Elle est la fille d'Albert Amherd, entrepreneur électricien, et d’Amanda Imhof, femme au foyer. Ses parents sont propriétaires d'un magasin d'électronique. Elle a une sœur de 14 ans son aînée, Myriam.

### Études
Elle suit sa scolarité à Brigue-Glis, puis étudie le droit à l'université de Fribourg à partir de 1982, où elle obtient une licence en 1987. Elle passe successivement ses diplômes de notaire en 1990 puis d'avocate l'année suivante en Valais, avant de s'installer à son compte.

### Parcours politique
Elle entre en politique dans le PDC par l'intermédiaire de Brigitte Hauser-Süess, qu'elle aide par la suite lors d'une procédure pénale concernant le régime des délais.
Elle commence sa vie politique comme membre du conseil communal de Brigue-Glis dès 1992 et en est successivement vice-présidente de 1996 à 2000 puis présidente de 2000 à 2012. 
De 1994 à 2006, elle est juge suppléante à la Commission fédérale de recours du personnel fédéral.
Elle est conseillère nationale à partir du 31 mai 2005, où elle succède à Jean-Michel Cina. Elle y siège à la Commission des affaires juridiques (CAJ) et à la Commission des transports et des télécommunications (CTT), qu'elle préside du 25 novembre 2013 au 9 décembre 2015.
Membre du comité directeur et du comité présidentiel du PDC du Haut-Valais, elle a également été membre des conseils d'administration de BLS et de Migros Valais.

#### Conseillère fédérale
Lors du renouvellement du Conseil fédéral en 2015, elle obtient 16 voix au premier tour du scrutin menant à l'élection de Guy Parmelin.  
Le 24 octobre 2018, à la suite du retrait de Doris Leuthard, elle annonce sa candidature pour lui succéder au Conseil fédéral. Elle est retenue le 16 novembre par son parti pour l'élection sur un ticket à deux avec Heidi Z'graggen. Le 5 décembre, Viola Amherd est élue par l'Assemblée fédérale avec 148 voix sur 244 dès le premier tour. Elle devient ainsi la première représentante féminine du Valais à se faire élire au Conseil fédéral et le 118e membre du Conseil fédéral de l'histoire. 
Le 1er janvier 2019, elle devient chef du Département fédéral de la défense, de la protection de la population et des sports (DDPS), la première femme à la tête de ce département.
Le 11 décembre 2019, elle est réélue au Conseil fédéral avec 218 voix (sur 243). Le 7 décembre 2022, elle est élue vice-présidente du Conseil fédéral pour l'année 2023. Enfin le 13 décembre 2023, elle est réélue conseillère fédérale et élue présidente de la Confédération pour l'année 2024.
Le 15 janvier 2025, elle annonce sa démission du Conseil fédéral pour le 31 mars suivant.

### Positionnement politique
Elle est perçue comme libérale et humaniste sur les sujets de société (elle s'est notamment battue en Valais pour l'autorisation de l'avortement dans le régime dit « des délais » et s'est engagée en faveur de quotas féminins et du mariage pour tous), ce qui lui vaut initialement une certaine défiance de la part de membres de son parti, mais elle a le soutien de conservateurs en sa qualité de représentante des intérêts des cantons de montagne (elle s'est notamment engagée pour le deuxième tube du Lötschberg).

### Vie privée
Elle est célibataire, mais a aidé sa sœur, femme célibataire, à élever sa fille. Les deux sœurs habitent le même bâtiment à Brigue.
Elle est de confession catholique romaine.